# NGC 3258
NGC 3258 هي مجرة تتبع عنقود أنتاليا المجري ، ترى في كوكبة مفرغة الهواء. تبعد هذه المجرة
NGC 3258 عنا نحو 40.7 مليون فرسخ فلكي ( أي ما يعادل 132.7 مليون سنة ضوئية). تم اكتشافها في 2 مايو 1834 من قبل جون هيرشل.
في عام 2010 ، تم اكتشاف مستعر أعظم نوع Ia داخل المجرة NGC 3258 ؛ تم تسميتها لاحقًا SN 2010hx.

## روابط خارجية
- NGC 3258 على موقع ويكي سكاي: DSS2, SDSS, GALEX, IRAS, Hydrogen α, X-Ray, Astrophoto, Sky Map, Articles and images